# Um Uísque Antes, um Cigarro Depois
Um Uísque antes, um Cigarro depois é um filme brasileiro de 1970, do gênero comédia, dirigido por Flávio Tambellini e com trilha sonora de Luiz Eça. Contou com Mário Benvenuti, Ary Fontoura, Neila Tavares, Murilo Néri, Flávio Ramos Tambellini e Sônia Calmon nos papéis principais. 

## Sinopse
O filme é composto de três episódios baseados em dois contos de Orígenes Lessa (Vingança e Ivone) e um conto de Dalton Trevisan (Mocinha de Luto). Todos apresentam o sexo como a principal razão para o comportamento dos personagens.

## Primeiro Episódio: Um Uísque Antes
Baseada no conto de Orígenes Lessa, Vingança, a história trata de Carlos que, sabendo que seu melhor amigo Otávio tenta se envolver com sua esposa Márcia, pretende se vingar em um jantar.

### Elenco
| Ator            | Personagem |
| --------------- | ---------- |
| Mário Benvenuti | Carlos     |
| Ary Fontoura    | Otávio     |
| Samantha        | Márcia     |
| Yara Stein      | Clara      |
| Angelo Antônio  | José       |
| Sandra Bréa     | Heloísa    |
| Marina Montini  | Orquídea   |
| Elsa Felini     | Sarah      |
| Jacques Licht   | Jorge      |

## Segundo Episódio: ...
Baseada no conto de Dalton Trevisan, Mocinha de Luto, a história trata de Maria que, seduzida e abandonada por João,  procura aconselhamento jurídico com um advogado devasso. 

### Elenco
| Ator             | Personagem                 |
| ---------------- | -------------------------- |
| Neila Tavares    | Maria                      |
| Murilo Néri      | Manoel Claudino, advogado  |
| Geraldo Del Rey  | João                       |
| Fregolente       | Pai de Maria               |
| Lícia Magna      | Mãe de Maria               |
| Roberto Murtinho | Médico de Maria            |
| Fernando Zeni    | Padre e confessor de Maria |
| Laís Mann        | Amiga de Maria             |

## Terceiro Episódio: Um Cigarro Depois
Baseada no conto de Orígenes Lessa, Ivone, a história trata de Robertinho que está perplexo com o comportamento contraditório de sua prima Ivone - à noite ela está disposta a jogar seus jogos de amor, mas de dia ela o trata friamente.

### Elenco
| Ator                    | Personagem                       |
| ----------------------- | -------------------------------- |
| Flávio Ramos Tambellini | Robertinho                       |
| Sônia Calmon            | Ivone                            |
| Fernando Amaral         | Pai de Robertinho e Tio de Ivone |
| Wilma Regina            | Mãe de Robertinho                |
| Delfim Esposel          | Professor de Ivone               |
| Ângela Vasconcelos      | Pretendente de Robertinho        |
| Célia Rezende           | Pretendente de Robertinho        |